# Emanuele Gerini
Emanuele Gerini (Fivizzano, 19 dicembre 1777 – Fivizzano, 10 giugno 1836) è stato uno storico italiano.

## Biografia
Compì gli studi in Toscana, per poi consacrarsi al sacerdozio e darsi alla predicazione. Nel 1804 si recò a Ferrara come precettore in una casa signorile, fino a quando non ebbe incarico di docente di lettere al Ginnasio di Fivizzano, che mantenne per tutta la vita, "senza avere mai una cura parrocchiale, alla quale ambiva".
Dopo alcune traduzioni dal latino di opere del Pontano e di Orazio, e alcune opere in versi, compose la sua opera maggiore, le Memorie storiche d'illustri scrittori e di uomini insigni dell'antica e moderna Lunigiana (Massa, Frediani, 2 voll., 1829-1831).
L'opera, pur con qualche inesattezza, è tuttora di fondamentale importanza per lo studio della Lunigiana e specialmente dei personaggi storici appartenuti alla famiglia Malaspina (nel libro Gerini ne cita ben 160). Nella compilazione di questo volume ebbe largo aiuto dal nipote Gerolamo Gargiolli. Tentò di farlo pubblicare da un editore parigino, ma poi finì con stamparlo a sue spese.
Scrisse successivamente anche il Codex documentorum illustrium ad historicam veritatem Lunexane provinciae, raccolta di documenti sempre riguardanti la sua terra d'origine.
Morì nell'estate del 1836 nella casa dov'era nato (dove è presente una lapide commemorativa) per un attacco parossistico di nefrite, che lo colse mentre si stava dedicando alla revisione del noto Dizionario Geografico Fisico Storico della Toscana di Emanuele Repetti.